# حبق حقلي
حبق حقلي (الاسم العلمي:Ocimum campestre) هو نوع غير مؤكد من النباتات يتبع جنس الحبق من الفصيلة الشفوية.